# Pusztai tölgyes
A pusztai tölgyes, más néven a nyílt homoki tölgyes, latinul Festuco rupicolae – Quercetum roboris (illetve egyszerűen csak Festuco rupicolae – Quercetum) az erdős sztyepp öv legnyugatibb határain, az alföldi síkságba forduló területeken megmaradt erdőtípus. Elvétve előfordul a zárt tölgyes öv peremterületein is (így például a Nyírségense flórajárásban).

## Előfordulása
A pusztai tölgyes hazánk legszárazabb homoki talajainak jellemző erdőtársulása. A leggyakrabban a buckatetőkön és melegebb lejtőkön jön létre – olyan helyeken, ahol a talajvíz hatása már nem érvényesül. Mozaikos állományai humuszos homoktalajon tenyésznek, főképp:
- a Duna–Tisza közén,
- a Nyírségben,
- a Kisalföldön,
- a Mezőföldön és
- Somogyban.

Természetközeli állapotban már csak elszórtan lelhető fel.

## Megjelenése, növényei
Lombkoronaszintje alacsonyabb, mint a több vizet kapó gyöngyvirágos tölgyesekben (Convallario-Quercetum roboris), és a fák is ritkábban nőnek. Az erdő gyakran mozaikos; pusztagyepek tarkítják. A lombkoronaszint legjellegzetesebb fája a kontinentális éghajlatot elviselő kocsányos tölgy (Quercus robur), amelyhez:
- főleg a Duna–Tisza közén a fehér nyár (Populus alba),
- Somogyban és a Nyírségben pedig az ezüst hárs (Tilia argentea) társul.

Elegyfái:
- mezei szil (Ulmus campestris),
- tatár juhar (Acer tataricum),
- mezei juhar (Acer campestre),
- vadkörte (Pyrus pyraster).

A cserjék közül jellemző:
- egybibés galagonya (Crataegus monogyna),
- európai mogyoró (Corylus avellana),
- kökény (Prunus spinosa),
- fagyal (Ligustrum vulgare);
- a Duna–Tisza közén (Praematricum flórajárás) jellemző a közönséges boróka (Juniperus communis) is.

Gyepszintjében főleg szárazságtűrő fűféléket és az erdős sztyeppekre jellemző virágos növényeket találunk:
- karcsú perje (keskenylevelű réti perje, Poa angustifolia),
- pusztai árvalányhaj (Stipa pennata),
- korai sás (Carex praecox),
- pusztai csenkesz (Festuca rupicola),
- báránypirosító (Alkanna tinctoria),
- tarka sáfrány (Crocus variegatus).

További, védett növényritkaságok (jellemzően a Nyírségben, a Szigetközben és a Komáromi-síkságon:
- nagyezerjófű (Dictamnus albus),
- méhbangó (Ophrys apifera),
- vitéz kosbor (Orchis militaris),
- gömbös hagyma (Allium sphaerocephalon),
- magyar kökörcsin (Pulsatilla pratensis ssp. hungarica),
- tátogó kökörcsin (Pulsatilla patens),
- nőszirom:
  - tarka nőszirom (Iris variegata),
  - magyar nőszirom (Iris aphylla ssp. hungarica),
  - homoki nőszirom (Iris arenaria).

## Erdők felsorolása
- Nagykőrös, Pálfája erdő (Európában a legnagyobb kiterjedésű)
- Csévharaszt, Buckás erdő
- Érd, Kakukk-hegyi erdő
- Bátorliget, Fényi-erdő

## Rehabilitációs program
A Duna–Ipoly Nemzeti Park, a WWF Magyarország és Nagykőrös önkormányzata közös programot indított az erdőtípus rehabilitációjára, amelynek fő célja, hogy az erdő egy új tölgynemzedékkel megújulhasson. A program résztvevői ritkítják az agresszíven terjeszkedő, nem őshonos növényfajokat, védik a facsemetéket a mesterségesen túlszaporított őzektől és szarvasoktól.